# Гуамская летучая лисица
Гуамская летучая лисица (лат. Pteropus tokudae) — вымерший вид рукокрылых из семейства крылановых. Видовое латинское название дано в честь японского зоолога Mitoshi Tokuda.
Размеры основаны на экземплярах самца (голотип), собранном в августе 1931 года, и самки (паратип), найденной в марте 1968 года. Длина тела самца 140—151 мм, длина предплечья 95 мм, размах крыльев 650—709 мм, масса 152 г. Длина тела самки 225 мм, длина предплечья 95 мм, длина голени 70 мм и длина ушей 20 мм. Масса 151,8 г. Брюхо и крылья от коричневого до тёмно-коричневого цвета с одиночными белыми волосами. Спина и затылок от коричневого до светло-золотистого цвета. Верх головы от сероватого до желтовато-коричневого цвета. Горло и подбородок тёмно-коричневые. Наряду со взрослыми животными имеется череп другого, ещё не взрослого самца в коллекции Американского музея естественной истории.
Об образе жизни животных ничего не известно.
Гуамские летучие лисицы обитали на острове Гуам и на Марианских островах. Местное население активно охотилось на животных ради их мяса. Последняя самка была собрана с места ночёвки в марте 1968 года. Сопровождавшая её молодая особь смогла выбраться из ловушки. Во время экспедиции в 1987 году не было обнаружено ни одной особи, только представители более крупного вида — марианской летучей лисицы (Pteropus mariannus). Другой возможной причиной вымирания могла быть завезённая в 1950-е годы коричневая бойга (Boiga irregularis).